# Tomasz Dawidowski
Tomasz Dawidowski (ur. 4 lutego 1978 w Gdyni) – polski piłkarz, grający jako napastnik lub pomocnik.

## Kariera klubowa
Karierę piłkarską rozpoczynał w Lechii Gdańsk w sezonie 1994/1995, gdzie rok później zadebiutował w ekstraklasie. W sezonie 1998/1999 przeszedł do Amiki Wronki. W 1999 roku zdobył z tym klubem Puchar i Superpuchar Polski. Również w kolejnym roku wywalczył Puchar Polski. W każdym sezonie był pewnym punktem zespołu, grając regularnie w pierwszym składzie. W 2004 roku przeszedł do Wisły Kraków. W barwach Wisły przez 5 sezonów rozegrał 14 spotkań w lidze i nie zdobył bramki. Tak mała liczba występów była spowodowana częstymi kontuzjami, które trapiły zawodnika od momentu przejścia do Wisły. 30 czerwca 2009 roku wygasł jego kontrakt z klubem z Krakowa. Następnie Dawidowski podpisał roczną umowę z Lechią Gdańsk. 21 kwietnia 2010 roku podpisał z tym klubem nowy, dwuletni kontrakt, z opcją przedłużenia o kolejny rok. Dawidowski opuścił Lechię po zakończeniu sezonu 2011/2012, natomiast w dniu 5 października 2012 roku piłkarz ogłosił zakończenie kariery.

## Kariera reprezentacyjna
W reprezentacji narodowej zadebiutował 15 sierpnia 2001, w meczu z Islandią. Selekcjonerem był wtedy Jerzy Engel. Grał również, gdy selekcjonerami byli Zbigniew Boniek oraz Paweł Janas. 6 czerwca 2003 w meczu z Kazachstanem strzelił pierwszego i zarazem jedynego gola dla reprezentacji. W kadrze narodowej rozegrał ogółem 10 meczów i strzelił 1 bramkę.

## Statystyki

### Klubowe
(stan na 23 sierpnia 2012)
| Sezon         | Klub                  | Liga        | Liczba meczów | Liczba bramek |
| ------------- | --------------------- | ----------- | ------------- | ------------- |
| 1994/1995 (w) | Lechia Gdańsk         | I Liga      | 10            | 1             |
| 1995/1996     | Lechia/Olimpia Gdańsk | Ekstraklasa | 14            | 0             |
| 1996/1997     | Lechia Gdańsk         | I Liga      | 2             | 0             |
| 1997/1998     | Lechia Gdańsk         | II Liga     | 22            | 13            |
| 1998/1999     | Amica Wronki          | Ekstraklasa | 28            | 1             |
| 1999/2000     | Amica Wronki          | Ekstraklasa | 16            | 5             |
| 2000/2001     | Amica Wronki          | Ekstraklasa | 20            | 7             |
| 2001/2002     | Amica Wronki          | Ekstraklasa | 23            | 9             |
| 2002/2003     | Amica Wronki          | Ekstraklasa | 25            | 12            |
| 2003/2004     | Amica Wronki          | Ekstraklasa | 14            | 2             |
| 2004/2005     | Wisła Kraków          | Ekstraklasa | 0             | 0             |
| 2005/2006     | Wisła Kraków          | Ekstraklasa | 6             | 0             |
| 2006/2007     | Wisła Kraków          | Ekstraklasa | 6             | 0             |
| 2007/2008 (w) | Wisła Kraków (ME)     | MESA        | 10            | 2             |
| 2008/2009     | Wisła Kraków          | Ekstraklasa | 2             | 0             |
| 2009/2010     | Lechia Gdańsk         | Ekstraklasa | 13            | 1             |
| 2010/2011     | Lechia Gdańsk         | Ekstraklasa | 18            | 1             |
| 2011/2012     | Lechia Gdańsk         | Ekstraklasa | 18            | 0             |

### Reprezentacyjne
| Mecze w reprezentacji | Mecze w reprezentacji | Mecze w reprezentacji   | Mecze w reprezentacji | Mecze w reprezentacji | Mecze w reprezentacji | Mecze w reprezentacji | Mecze w reprezentacji |
| lp.                   | Data                  | Miejsce                 | Przeciwnik            | Rezultat              | Rozgrywki             | Grał                  | Uwagi                 |
| --------------------- | --------------------- | ----------------------- | --------------------- | --------------------- | --------------------- | --------------------- | --------------------- |
| 1.                    | 15 sierpnia 2001      | Reykjavik               | Islandia              | 1-1                   | towarzyski            | od 77'                |                       |
| 2.                    | 7 września 2002       | Serravalle              | San Marino            | 0-2                   | elim. Euro 2004       | od 46'                |                       |
| 3.                    | 12 października 2002  | Warszawa                | Łotwa                 | 0-1                   | elim. Euro 2004       | 90'                   |                       |
| 4.                    | 16 października 2002  | Ostrowiec Świętokrzyski | Nowa Zelandia         | 2-0                   | towarzyski            | od 46'                |                       |
| 5.                    | 12 lutego 2003        | Split                   | Chorwacja             | 0-0                   | towarzyski            | od 80'                |                       |
| 6.                    | 14 lutego 2003        | Split                   | Macedonia Północna    | 3-0                   | towarzyski            | do 76'                |                       |
| 7.                    | 29 marca 2003         | Chorzów                 | Węgry                 | 0-0                   | elim. Euro 2004       | od 72'                |                       |
| 8.                    | 30 kwietnia 2003      | Bruksela                | Belgia                | 1-3                   | towarzyski            | od 73'                |                       |
| 9.                    | 6 czerwca 2003        | Poznań                  | Kazachstan            | 3-0                   | towarzyski            | od 46'                | Gol                   |
| 10.                   | 11 czerwca 2003       | Solna                   | Szwecja               | 0-3                   | elim. Euro 2004       | 90'                   | Żółta kartka          |